# Железнодорожный транспорт во Владимирской области
Владимирская область обладает развитой сетью железных дорог. Пересекающие её территорию три транзитных хода, связывающие европейскую часть России с Уралом и Сибирью (Москва — Нижний Новгород — Котельнич — Пермь — Екатеринбург, Москва — Казань — Екатеринбург, Москва — Ярославль — Котельнич) и ряд других железных дорог наряду с автомагистралями федерального значения формируют удобное и благоприятное транспортно-географическое положение региона.

## Общая характеристика
Основная часть железных дорог Владимирской области принадлежит Горьковской железной дороге (ГЖД), также имеются участки Московской и Северной железной дорог. Общая протяжённость — 934 км, плотность железнодорожной сети — 320 км на 1000 км² территории. Железные дороги общего пользования, осуществляющие пассажирские перевозки, имеются во всех районах области. Крупнейшие узловые станции: Александров I, Бельково, Владимир, Ковров I, Муром I; станции стыкования — Бельково, Вековка, Владимир, Ковров I, Муром I. На территории области работают основные локомотивные и моторвагонные депо Муром и Александров, оборотные депо на станциях Владимир, Ковров I, Вековка.
Отправление пассажиров железнодорожным транспортом общего пользования по Владимирской области в 2006 году составило 15,02 миллиона человек, в 2007 году — 12,04 миллиона человек, в 2008 году — 12,08 миллиона человек. По этому показателю Владимирская область занимает четвёртое место в Центральном федеральном округе (после Москвы, Московской и Воронежской областей). Со станций области в 2008 году было отправлено 3,3 миллиона тонн грузов.
С 1 января 2011 года организацией пригородного сообщения во Владимирской области занимаются пригородные пассажирские компании — Волго-Вятская, Центральная и Северная. В 2011 году Волго-Вятской пригородной пассажирской компанией было перевезено 3,7 млн пассажиров (25 % от перевозок пассажиров общественным транспортом по территории области), Центральной и Северной — 2,1 млн пассажиров.

## История и перспективы

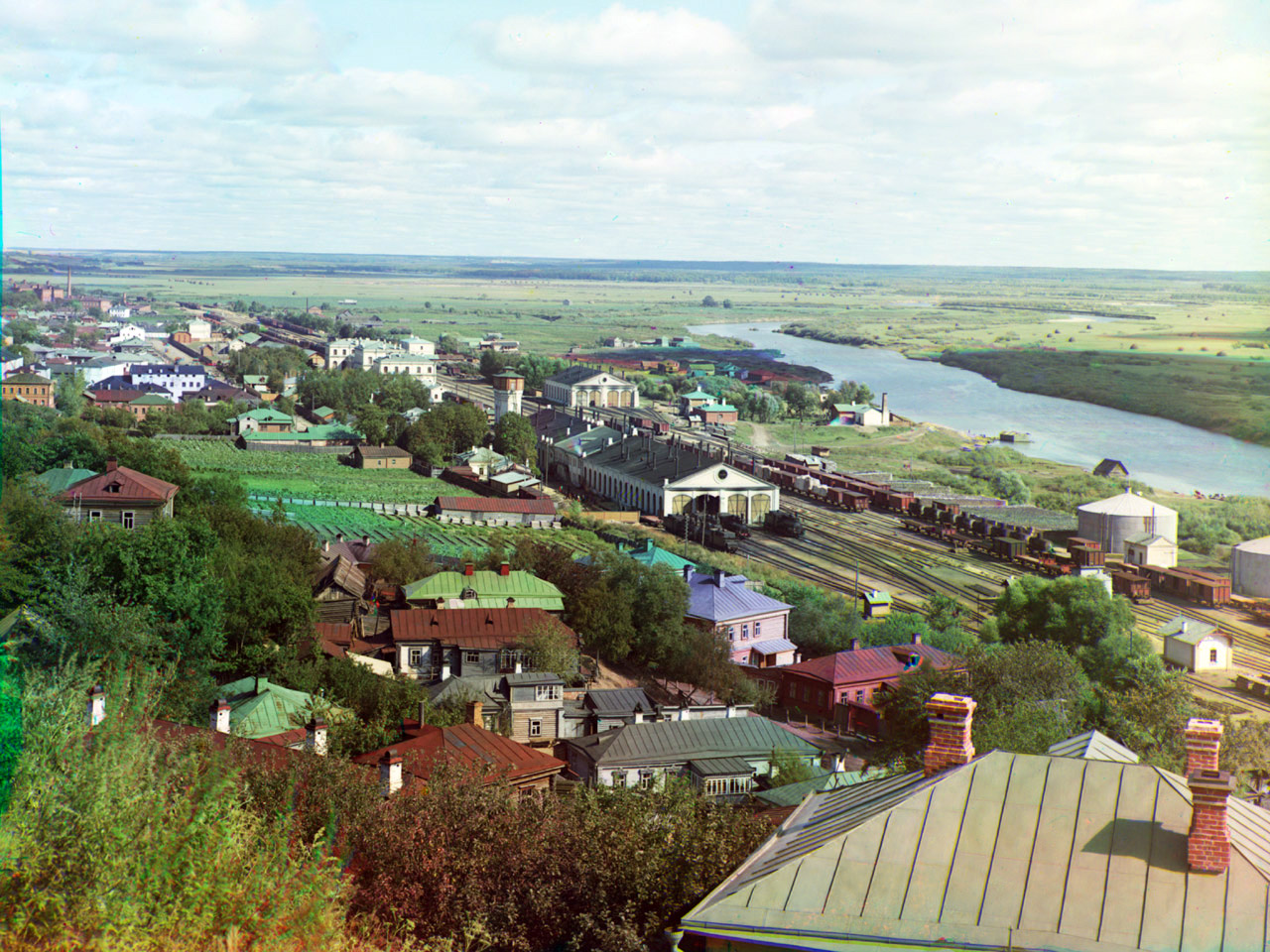
Владимир. Вид на вокзал, железнодорожные пути и Клязьму. 1911 год, фото С. М. Прокудина-Горского

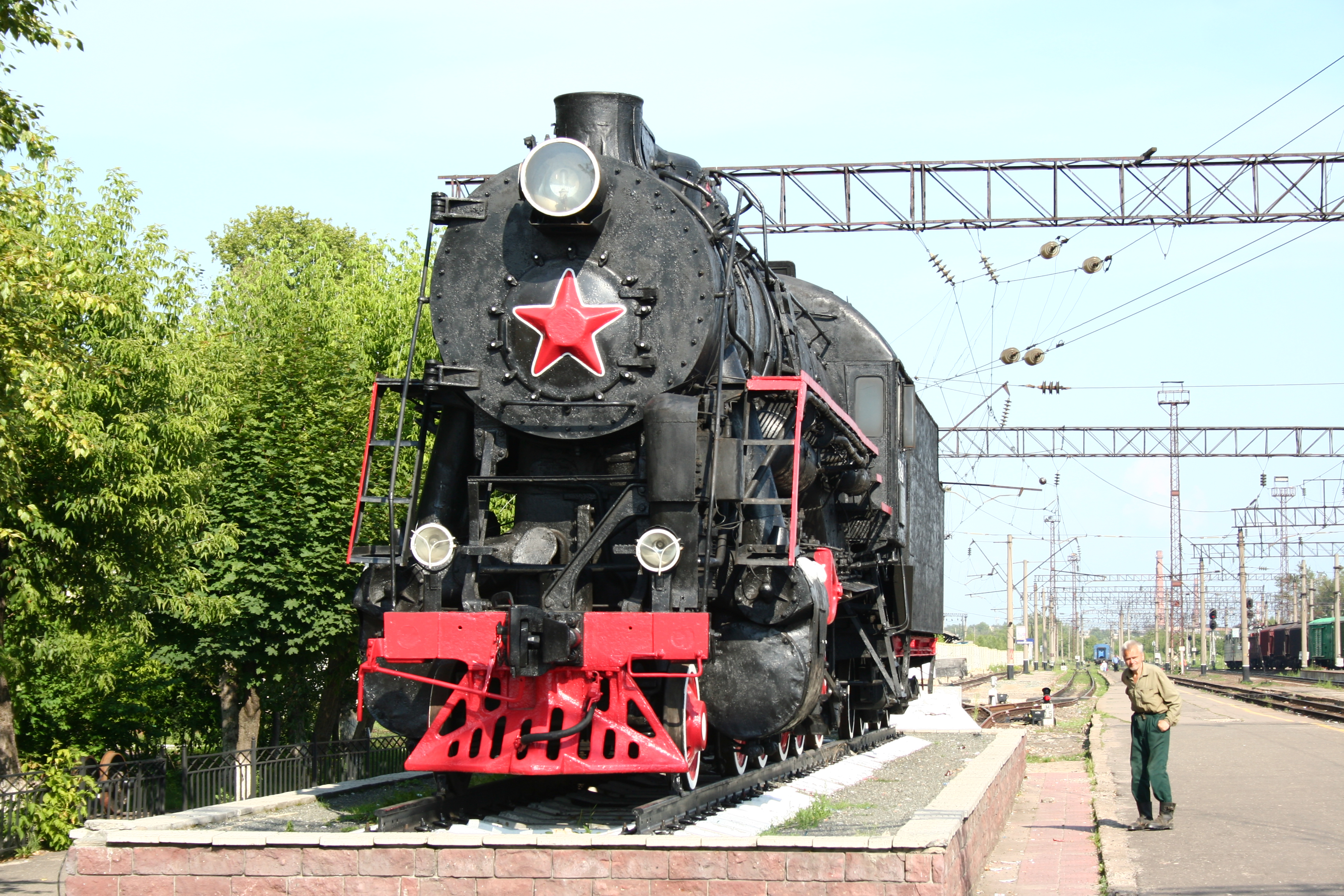
Паровоз-памятник Л-2248 в Муроме

Первой железной дорогой, прошедшей по территории нынешней Владимирской области, стала Московско-Нижегородская железная дорога. Её строительство началось в мае 1858 года, движение от Москвы до Владимира было открыто в 1861 году. 19 марта 1861 года с экстренным поездом из Москвы во Владимирскую губернию пришла радостная весть об отмене крепостного права — было доставлено несколько тысяч экземпляров «Положения о крестьянах, выходящих из крепостной зависимости». 14 июня 1861 года был отправлен первый пассажирский поезд из Владимира в Москву. Сохранившиеся ведомости следования составов в первый год эксплуатации дороги, в частности, указывают, что пассажирский поезд от Владимира до Москвы находился в пути 16 часов, а скорый — 13.
В 1862 году был открыт для движения участок от Владимира до Нижнего Новгорода, в 1878 году участок Москва — Владимир стал двухпутным, к 1892 году уложены вторые пути от Владимира до Нижнего Новгорода.
Ко второй половине XIX века относится сооружение Северных железных дорог: территорию Владимирской губернии пересекли магистрали Москва — Ярославль (1870), Новки — Кинешма (1871), Александров — Иваново (1896). С 1869 года ведёт свою историю локомотивное депо Александров.
В 1873 году началось строительство Муромской железной дороги, соединившей Ковров и Муром, в 1880 году по ней было организовано грузовое и пассажирское движение, открыто депо в Муроме.
В 1901 году завершено строительство Рязанско-Владимирской узкоколейной железной дороги, в 1924 году участок от Владимира до Тумы был перешит на широкую колею.
В 1912 году открыто движение по Московско-Казанской железной дороге от Люберец до Мурома, в 1918 году началась эксплуатация участка Муром — Арзамас.
К январю 1962 года полностью завершена электрификация Северного хода ГЖД. К 1965 году электрифицирован участок Большой Московской окружной железной дороги Александров — Орехово-Зуево, в 1986 году — Южный ход ГЖД. В 2005 году введена в строй микропроцессорная централизация на станции Петушки.
Главным направлением развития железных дорог области в начале XXI века является организация высокоскоростного движения. В 2006 году началась подготовка к запуску электропоездов «Сапсан» на участке Москва — Нижний Новгород. В период с 2007 по 2009 год Горьковской железной дорогой было вложено в этот проект 7,426 миллиарда рублей, значительной реконструкции были подвергнуты контактная сеть, пути и станции, установлены заграждения вдоль путей. В 2009 году была установлена микропроцессорная система управления сигнализацией и блокировкой на станциях Владимир, Вязники, Федулово и узле Новки. В июне 2009 года прошли скоростные испытания нового поезда.
30 июля 2010 года первые «Сапсаны» прошли навстречу друг другу из Нижнего Новгорода и Санкт-Петербурга. На участке Петушки — Вязники поезд развивает скорость до 160 километров в час, от Вязников до Нижнего Новгорода — 140 километров в час (скоростные ограничения на этом участке в частности связаны с наличием на нём карстовых пород).
28 апреля 2013 года по маршруту Москва — Нижний Новгород было открыто движение скоростного электропоезда «Ласточка» , а 1 июня 2015 года — скоростных поездов «Стриж» взамен «Сапсанов».

## Современное состояние железнодорожных линий

### Северный ход ГЖД / Горьковское направление МЖД

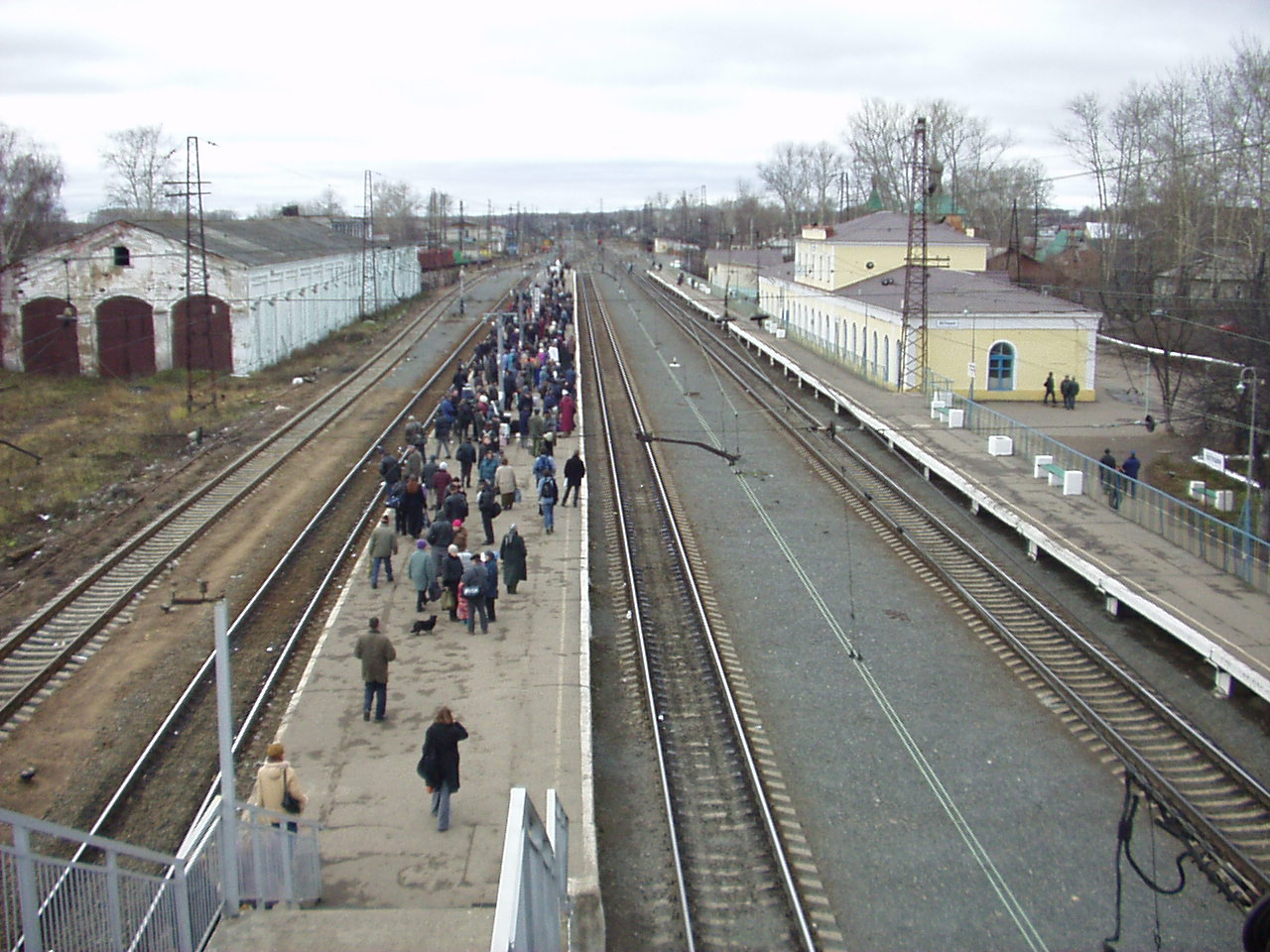
На станции Петушки

Основной поток перевозки пассажиров приходится на магистральную железную дорогу Москва — Нижний Новгород, длина которой в границах Владимирской области составляет более 265 км — от станции Усад (100,8 км) на юго-западе области до платформы Галицкая (365,7 км) на северо-востоке. Магистраль проходит через Петушинский и Собинский районы, город Владимир, и далее через Суздальский, Камешковский, Ковровский, Вязниковский и Гороховецкий районы.
Железная дорога двухпутная, в западной части до Владимира электрифицирована постоянным током, от Владимира в сторону Нижнего Новгорода — переменным током.
Ежесуточно по магистрали проходит более 20 пар поездов дальнего следования, в том числе поезд № 1/2 «Россия», поезда и беспересадочные вагоны международного сообщения из Москвы на Улан-Батор, Пекин, Эрдэнэт и Пхеньян, скоростные электропоезда «Сапсан» по маршруту Москва — Нижний Новгород. Для поездов (кроме скоростных Москва — Нижний Новгород) на станции Владимир запланирована смена локомотива. Ряд пассажирских поездов также имеют тарифные остановки на станциях Ковров I и Вязники, почтово-багажные также на станциях Покров и Гороховец. В 1990-е годы станция Владимир являлась конечной для местных пассажирских поездов Владимир — Ярославль (по его нитке также назначался поезд Владимир — Александров) и Владимир — Муром.
Развито пригородное пассажирское сообщение. Участок Москва-Курская — Петушки — Владимир (Горьковское направление МЖД) обслуживается электропоездами ЭР2 и ЭД4МК моторвагонного депо Железнодорожная, участок Владимир — Вязники — Нижний Новгород-Московский — электропоездами ЭД9М депо Нижний Новгород-Московский. Ежедневно из Петушков в Москву отправляется до 22 электричек, пять из которых следуют от станции Владимир.
Со станции Гороховец ежедневно отправляются 14 электропоездов до Нижнего Новгорода, на участке Владимир — Вязники курсируют 8—10 пар электричек в сутки, в том числе две на маршруте Владимир — Гороховец.
Особенности пригородных перевозок создают характерные типы транспортных миграций населения — Петушинский район сильнее тяготеет к Москве и Московской области, а Вязниковский и Гороховецкий к Нижегородской, нежели чем к Владимиру. Сам Владимир связан со столицей хуже, чем другие областные центры пригородной московской зоны (Тверь, Калуга, Тула, Рязань), и причиной этому считается разделение маршрута Москва — Владимир между Московской и Горьковской железными дорогами (граница между ними проходит в районе станции Петушки). Если в 1980-е годы от Владимира до Москвы курсировали 6 пар прямых электричек в день, то к 1993 году все они были отменены, а пассажирские перевозки на участке Владимир — Петушки осуществлялись пригородными поездами, состоящими из электровоза ВЛ10 и пяти-шести общих вагонов. Похожая картина наблюдалась и на участке Черусти — Вековка. В 1999 году был введён электропоезд «Андрей Рублёв» (№ 815/816, с 2010 года — № 7047/7048), преодолевавший расстояние от Владимира до Москвы за 2,5 часа. В 2005 году на этом маршруте стала курсировать ещё одна пара скоростных поездов, в 2006 году общее количество электропоездов Москва — Владимир было увеличено до четырёх пар.
Также в 2006 году был запущен экспресс Владимир — Нижний Новгород, преодолевавший расстояние между двумя городами за 3,5 часа вместо прежних четырёх с половиной — пяти. Весной 2010 года поезд сменил номер на пригородный, 8 ноября 2012 года был отменён.

### Южный ход ГЖД
Железнодорожная магистраль Люберцы — Арзамас пересекает южную часть Владимирской области, проходя по Гусь-Хрустальному, Меленковскому и Муромскому районам. Протяжённость участка в пределах области составляет более 120 км: самым западным раздельным пунктом является о.п. Тасин (169,7 км), самым восточным — платформа Городская (290,5 км) в Муроме.
Железная дорога двухпутная, в западной части до станции Вековка запитана постоянным током, от Вековки в сторону Арзамаса — переменным током.
Ежесуточно по этой линии проходит не менее 12 пар поездов дальнего следования, все они делают остановки на станции Вековка, большинство из них так же останавливается на станции Муром I, а почтово-багажные — ещё и в Бутылицах. Но некоторые фирменные поезда, например Москва — Казань (№ 1/2) и Москва — Ижевск (№ 25/26), остановок на станциях Владимирской области (за исключением технической стоянки в Вековке, где происходит замена локомотивов в связи с переходом с постоянного на переменный ток) не имеют. Так, поезд № 25/26 после станции Вековка, следующую остановку делает лишь на станции Канаш.
Плечи пригородного сообщения Муромского региона ГЖД Муром — Арзамас и Муром — Черусти обслуживаются электропоездами ЭР9 и ЭД9. В ежедневном обращении 5 пар электропоездов на участке Муром I — Вековка, 3 пары на маршруте Муром — Арзамас II, по одной паре от Мурома до станций Навашино, Тёша, Мухтолово и Нижний Новгород-Московский. На участке Черусти — Вековка в ходу 5 пар электропоездов ЭР2 приписки депо Куровская.
В 2004 году с целью улучшения связи Мурома и Москвы впервые был назначен пригородный электропоезд Москва-Казанская — Вековка (позднее отменен).
Южный ход ГЖД в большей степени специализирован на грузовых перевозках — с учётом грузовых поездов через станцию Вековка проходит не менее сорока пар поездов в сутки.

### Александровский узел

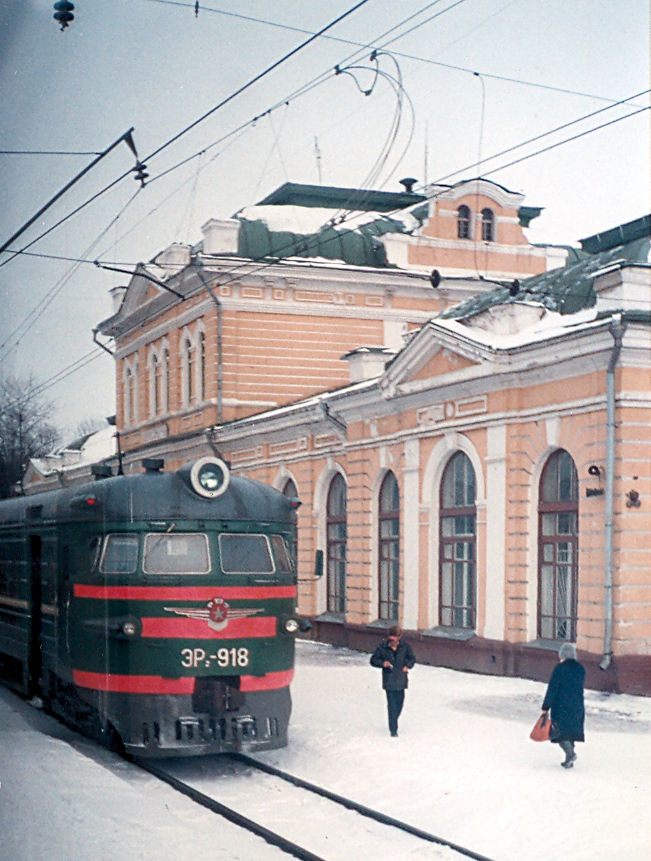
ЭР2-918 на станции Александров I

Двухпутная электрифицированная линия из Москвы в Ярославль проходит через Александровский район и имеет в нём протяжённость около 40 километров — станция Арсаки на границе с Московской областью расположена на 95,1 км, а станция Балакирево неподалёку от границы с Ярославской — на 129,2 км.
На линии расположены две крупные станции — Александров I (узловая станция МЖД) и Балакирево (СЖД). От Александрова ходят более 20 пар пригородных поездов на Москву (Ярославское направление МЖД) и 4 на Ярославль (Ярославский регион Северной железной дороги).
Эта магистраль связывает Москву с городами русского Севера и также является историческим ходом Транссибирской магистрали, по которому направляются поезда в восточные районы России, хотя в настоящее время он менее загружен по сравнению с Северным и Южным ходом. Ежедневно через станции Александров I или Александров II проходит около 10 пар поездов дальнего следования, в летний период их количество увеличивается за счёт дополнительных поездов из северной части России в курорты Черноморского побережья.
Также от узловой станции Александров I организовано движение по Большому кольцу Московской железной дороги. Электропоезда следуют на запад до/из Костино и до/из Поварово-3 (через Костино, Яхрому, Икшу) и на юг до/из Киржача, Орехово-Зуево и Куровской. Участок Большого кольца на юг Александров I — Бельково — Киржач — 168 км, проходящий по западной части Владимирской области через Александровский, Киржачский и Петушинский районы, характеризуется интенсивным пригородным движением (10 пар электропоездов в сутки) и является одним из двух самых загруженных пригородным пассажирским движением участков Большого кольца. Участок кольца на запад во Владимирской области является совмещённым с Ярославским направлением МЖД, на нём работает 4 пары электропоездов кольца в сутки .

### Линии Северной железной дороги

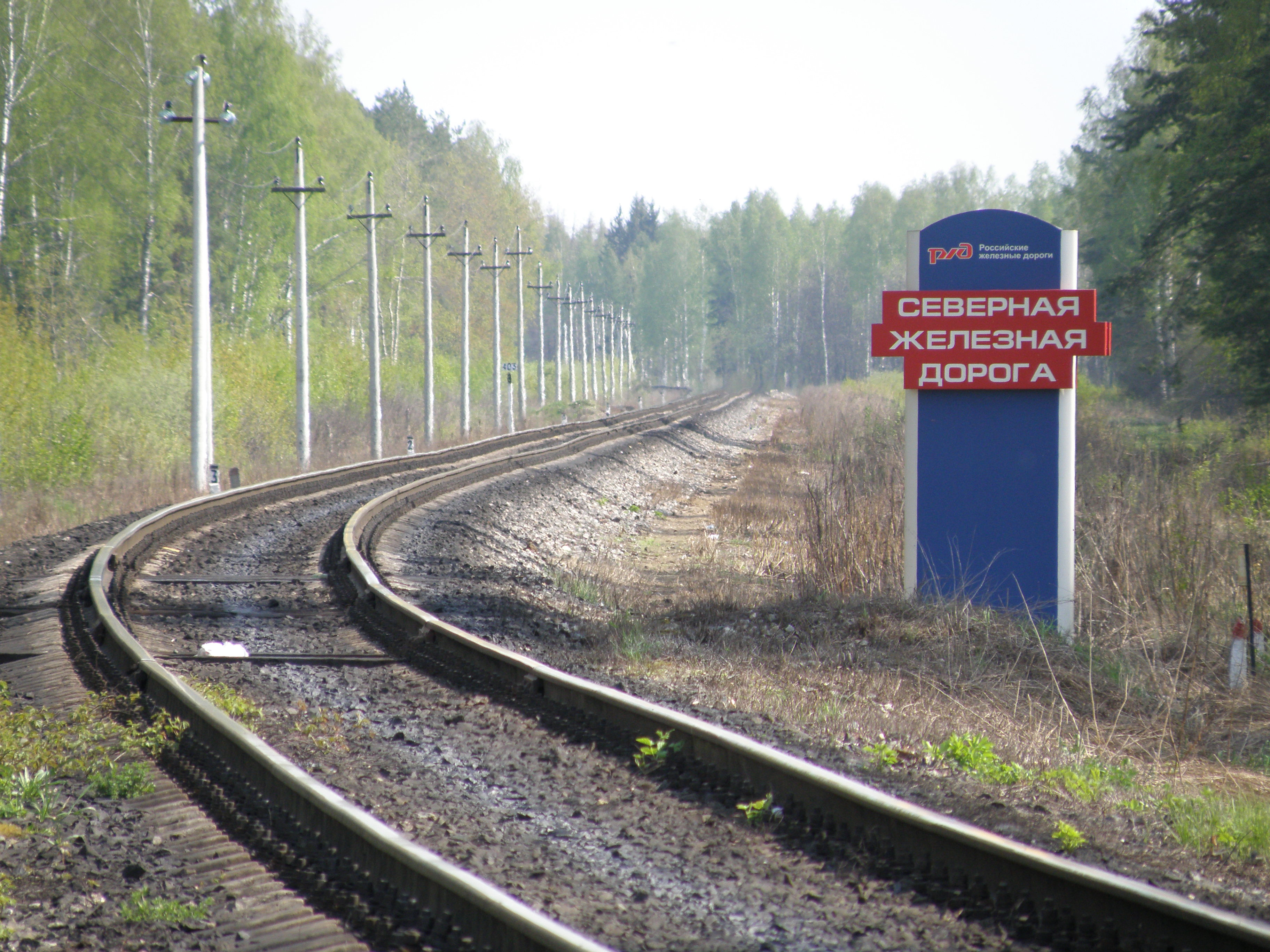
Граница Северной ж/д у станции Новки II

Участки, обслуживаемые Северной железной дорогой (исторические Северные железные дороги), не электрифицированы. Объёмы пассажирских перевозок здесь невелики.
На линии Бельково — Юрьев-Польский, ответвляющейся от станции Бельково Большого кольца МЖД и проходящей по территориям Киржачского, Кольчугинского и Юрьев-Польского районов, в ходу ежедневные пригородные поезда Александров I — Иваново и Юрьев-Польский — Иваново, пассажирские поезда Москва — Иваново и Москва — Кинешма, а также две пары почтово-багажных поездов Москва — Владивосток.
По Камешковскому и Ковровскому районам проходит небольшой участок линии Северной железной дороги Новки II — Иваново (Новки II являются пограничной станцией между Северной и Горьковской железными дорогами), обслуживаемый двумя парами пригородных поездов Ковров I — Иваново и небольшим количеством пассажирских поездов.

### Мещёрская магистраль
Мещёрской магистралью называли историческую Рязанско-Владимирскую узкоколейную железную дорогу, движение по которой было открыто в 1901 году. В 1924 году участок от Владимир до Тумы ввиду большого пассажиро- и грузопотока был перешит на широкую колею и на сегодняшний день является единственным действующим отрезком магистрали (участок Гуреевский — Рязань-Пристань разобран, а пригородные поезда Тумская — Голованова Дача отменены с мая 2008 года).
По состоянию на февраль 2016 года по однопутной неэлектрифицированной линии, идущей из Владимира через Судогодский и Гусь-Хрустальный районы, ежедневно курсируют 2 пары пригородных поездов сообщением Владимир — Тумская. Составы ведут тепловозы М62 или ЧМЭ3, приписанные к локомотивному депо Муром.
Линия представляет интерес тем фактом, что до конца 1970-х годов по ней ходили паровозы, и, по мнению председателя Всероссийского общества любителей железных дорог А. Б. Вульфова, «если бы не Олимпиада-80 с её показухой, походили бы ещё»
В 1999 году на Вокзальной площади Владимира был установлен паровоз-памятник Л-0801. Локомотив был изготовлен в 1952 году Коломенским заводом имени В. В. Куйбышева. Теперь он напоминает о безвозвратно ушедшей эпохе пара и огня.

### Линия Муром — Ковров

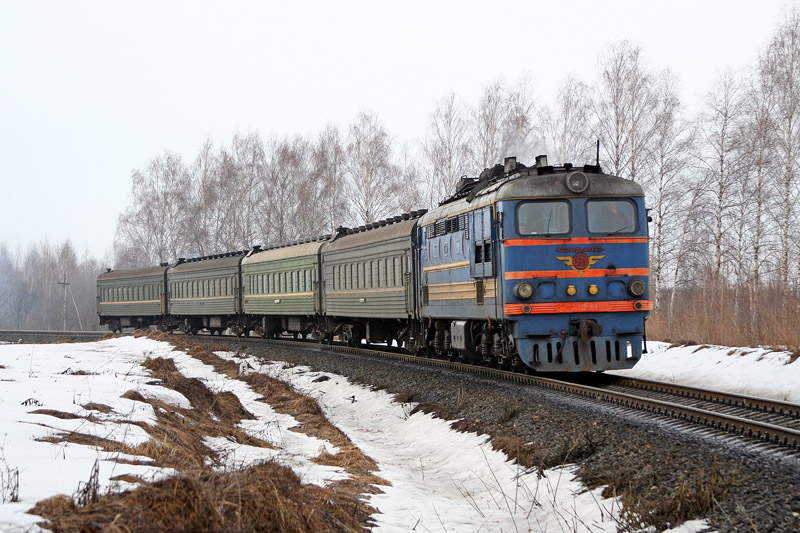
Тепловоз ТЭП10-314 с пригородным поездом Муром — Ковров. 2006 год

Однопутная неэлектрифицированная железнодорожная линия протяжённостью 110 км (бывшая Муромская железная дорога) связывает три района — Муромский, Селивановский и Ковровский. Ежедневно на линии обращаются по одной паре пригородных поездов Муром — Ковров и Волосатая — Ковров. В поездной работе используются тепловозы М62 и ЧМЭ3 локомотивного депо Муром. До 2006 года (дольше, чем где-либо в России) на этой линии работали тепловозы ТЭП10.
Для регулярного движения поездов дальнего следования линия Ковров — Муром использовалась только в отдельные годы. В 1989 году по ней был направлен поезд № 225/226 Москва — Серов, в 1990-е курсировал местный Владимир — Муром, по графику 2009/2010 годов — поезда № 337/338 Санкт-Петербург — Самара и № 347/348 Санкт-Петербург — Уфа.

### Прочие линии широкой колеи
К Муромскому региону ГЖД также относятся отходящие от линии Ковров — Муром ветка Волосатая — Судогда (Храповицкая Дача) протяжённостью 47,5 км с ответвлением Нерудная — Болотская и линия Безлесная — Юромка — Костенец (23,3 км).
По состоянию на 2010 год грузовое движение имеется только на участках от Волосатой до Нерудной и от Нерудной до Болотской. Участки Нерудная — Судогда и Безлесная — Юромка — Костенец полностью разобраны.
В конце 1930-х годов от станции Бутылицы на линии Арзамас — Люберцы была проложена узкоколейная дорога к городу Меленки. Считается, что её строительству содействовал известный лётчик, уроженец Меленок Н. П. Каманин, бывший в ту пору депутатом Верховного Совета СССР. В 1960-х годах линия перешита на широкую колею (планировалось продление дороги до Касимова) и передана МПС. В настоящее время действует только до воинской части у села Злобино, дальше до Меленок полностью разобрана.
Определённый интерес представляет железная дорога Ковровского ППЖТ от станции Заря (Ковров-Грузовой) до Мелеховских известняковых карьеров, где ещё в начале XXI века в вывозной работе использовались тепловозы ТЭ3.
До 2007 года осуществлялись пассажирские перевозки по ведомственной 20-километровой линии Черусти — Уршель, являющейся подъездным путём к стекольному заводу посёлка Уршельский Гусь-Хрустального района. В поездной работе были задействованы принадлежащие заводу тепловозы ТГМ-4. В 1999 году в связи с банкротством завода движение тепловозов было отменено, но один из жителей Уршеля организовал перевозки на частной мотодрезине. В 2002 году благодаря усилиям местных властей регулярное грузовое и пассажирское движение было восстановлено, но, как оказалось, ненадолго.

### Узкоколейные железные дороги

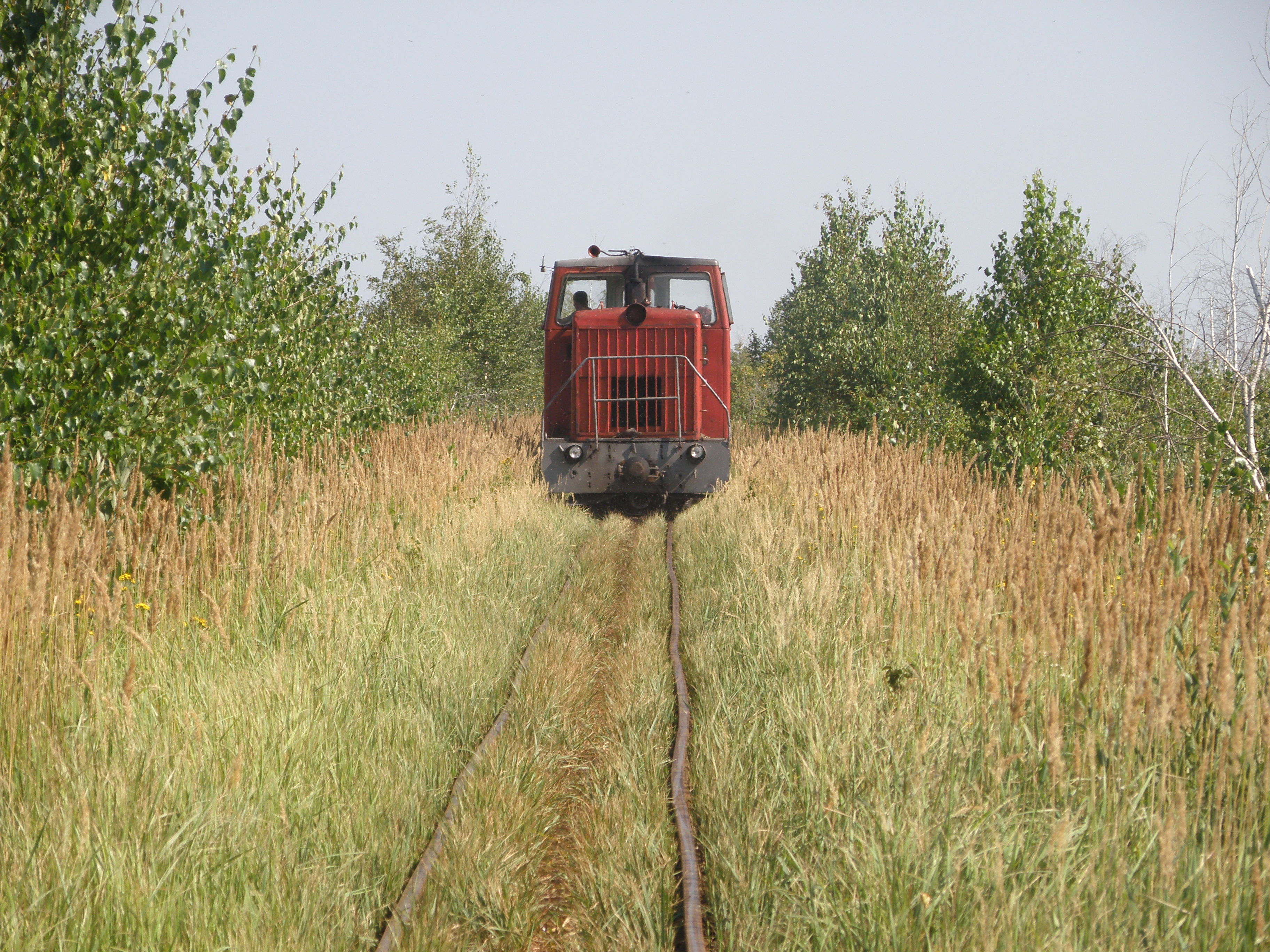
Узкоколейная железная дорога Гусевского ППЖТ. 2012 год

Самой крупной узкоколейной железной дорогой на территории Владимирской области является узкоколейная железная дорога Гусевского предприятия промышленного железнодорожного транспорта, ныне частично разобранная.
Полностью разобрана узкоколейка Асерховского торфопредприятия, имевшая протяжённость около 40 км — от посёлка Новособинский на Асерхово и Собинку. Одна часть топливного торфа, добываемого в Новособинском, поступала на собинскую ткацкую фабрику «Коммунистический авангард», другая в Асерхове перегружалась на широкую колею и доставлялась к станции Улыбышево на линии Владимир — Тумская. В 1980-е годы, когда объёмы перевозок сократились до минимума, эти дороги начали разбирать, и сейчас следов от них практически не осталось. Некогда крупный посёлок торфодобытчиков Новособинский был упразднён в 2004 году.
В 1980—1990-е годы были разобраны достаточно протяжённые торфовозные узкоколейки Второвского торфопредприятия в Камешковском районе, Груздевского торфопредприятия в Гороховецком, дорога торфопредприятия «Тасин Бор» в Гусь-Хрустальном районе и линия Киржач — Мелёжи, в 1960-е годы перешитая на широкую колею.
До 2008 года осуществлялись перевозки на участке узкоколейной железной дороги ОАО «Шатурторф» от Бакшеева до деревни Большие Острова Собинского района.

## Нереализованные проекты
Из всех райцентров Владимирской области наиболее удалён от железных дорог Суздаль — ближайшая станция Гаврилов Посад расположена от него в 28 километрах. Вопрос о строительстве железнодорожной линии к Суздалю поднимался неоднократно, поскольку оказавшись в стороне от Московско-Нижегородской железной дороги, город со второй половины XIX века стал терять своё экономическое значение. Первое обращение в управление Московско-Нижегородской железной дороги было составлено ещё в 1871 году, но было отклонено. Очередные ходатайства датированы 1885 и 1895 годами — не менее десяти лет уходило на сбор сведений, доказывающих экономическую целесообразность железной дороги в Суздале. Предлагались разные варианты: прямая линия из Владимира, конно-железная дорога Владимир — Переславль-Залесский, ветка от линии Юрьев-Польский — Тейково. Наконец, в 1911—1913 годах Верхневолжским железнодорожным управлением был разработан проект дороги Новки — Калязин через Суздаль и прокладка пути от Владимира до Суздаля. Реализации этих идей помешала Первая мировая война. После неё к вопросу о железной дороге на Суздаль больше не возвращались.
Также не была построена железная дорога из Владимира в Судогду. Идея о строительстве узкоколейной дороги от села Ликино через Судогду на Владимир была озвучена в 1889 году В. С. Храповицким, развернувшим в Судогодском уезде обширную лесопромышленную деятельность. Но через несколько лет был претворён в жизнь другой проект Храповицкого о постройке линии широкой колеи от его усадьбы в Муромцеве до станции Волосатая.